# Сажайте, и вырастет
«Сажайте, и вырастет» — роман писателя современной русской литературы Андрея Рубанова. Финалист литературной премии Национальный бестселлер (2006 год).

## Общая информация
Первое издание романа «Сажайте, и вырастет» было оформлено к выпуску издательством «Лимбус Пресс» в 2006 году в твёрдом переплёте, объёмом в 576 страниц печатного текста. Книга была напечатана на личные средства автора и стала первым серьёзным произведением Андрея Рубанова. Роман стал популярным у современного читателя и несколько раз переиздавался. 
Это произведение о сложном периоде главного героя, который является полным тёзкой автора. Писатель признавался, что любит увлечённо писать автобиографии, где главный герой он сам, а мысли и состояние души полностью совпадают с состоянием писателя. 

## Сюжет
Герой произведения, банкир Андрюха, перед арестом имел всё, но выйдя из заключения стал нищим и ненужным. Очень убедительно и ярко описаны мучения и внутренние переживания героя во время пребывания в следственных изоляторах "Лефортово" и "Матросской Тишине". Читателя невольно охватывает дрожь переживаний и участие в судьбе героя. Автор старается продемонстрировать, что тюрьма исправляет. 
Герой романа в места лишения свободы попадает не безвинно. Он не является политическим мучеником или случайный страдальцем. Мошенник и аферист, который полагал, что законы писаны не для него. Он считал себя хитрее и умнее других, но оказался слабым и наивным перед исправительной и судебной системами.
Рубанов на страницах текста в полной мере заявляет, что наша русская натура такая, что в тюрьме может оказаться каждый - сегодня ты адвокат, который навещает арестанта, а завтра ты сам получаешь драный матрас. Многие критики отмечают, что главный образ рассказчика - самый удачный ход писателя. 

## Критика и оценка произведения
Сергей Князев, анализируя книгу, там высказался об этом романе Андрея Рубанова:
Вообще роман настолько вкусно и увлекательно написан, что логические и сюжетные несообразности с ходу не замечаешь, а обнаружив при перечитывании — легко прощаешь (как, извините за сравнение, не придираешься к таким мелочам, как быстрое и слабо мотивированное превращение недоросля Петруши Гринева в образцового офицера и джентльмена или к тому, что письмо Онегина Татьяне хранится одновременно в двух местах); ну вот, например, Рубанов, откинувшись, ведет первое время жизнь безнадежного должника и законченного люмпена: пьет и врет, целыми днями курит дурь, сидит на шее у жены, — а вот спустя две страницы он уже образцовый работяга на стройке и приятный во всех отношениях мужчина, провозглашающий: «Алкоголь, никотин, кофеин — не употребляю». Как произошел, спрашивается, перелом, вследствие чего приключилась такая метаморфоза? Неясно.

Вадим Левенталь подчёркивает авторский ход, который его сильно отличает от классиков тюремных историй:
Автору удалось избежать шаламовской истерики и солженицынского пафоса, а в лучших местах приблизиться к точности и спокойствию Достоевского. Рассуждения о свободе, о Боге, о месте России в мировой истории, как ни странно, не вызывают зевоты и не выглядят как реклама туров в Россию для жителей Западной Европы. Надо полагать, происходит это не в последнюю очередь потому, что канон жанра радикально изменен Рубановым. Во-первых, герой сидит не за политику, а за дело (экономические преступления). А во-вторых, в тюрьме ему живется несколько лучше, чем его литературным предшественникам. Восемь месяцев в Лефортовском изоляторе он и сам не раз называет санаторием, читаются эти страницы почти с завистью.

## Награды
- 2006 — Национальный бестселлер, финалист.